# Hans-Jürgen Heise

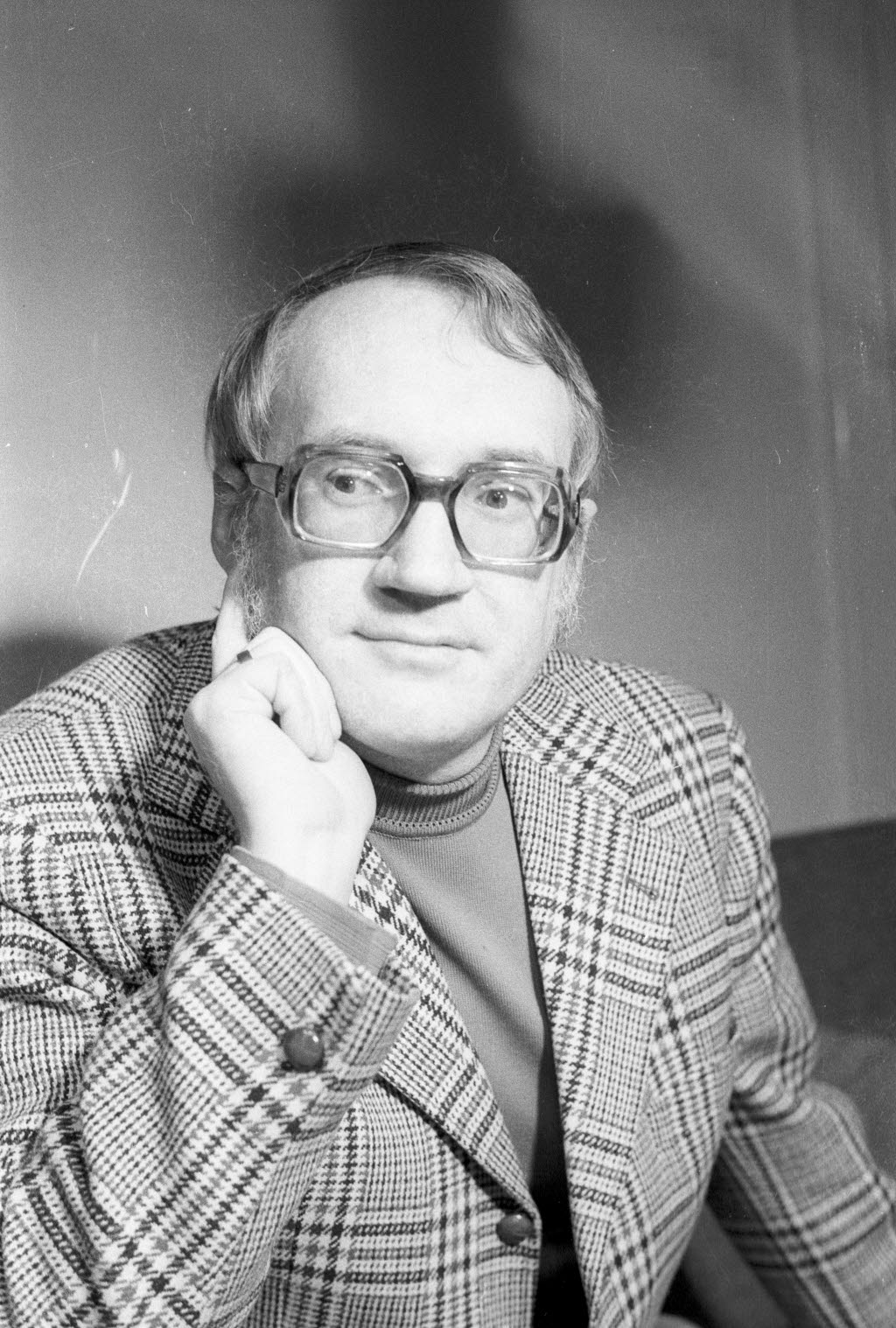
Hans-Jürgen Heise (1974)

Hans-Jürgen Heise (eigentlich Hans-Jürgen Scheller; * 6. Juli 1930 in Bublitz in Pommern; † 13. November 2013 in Kiel) war ein deutscher Schriftsteller, der besonders durch Lyrik und Kurzprosa bekannt wurde.

## Leben
Als Kind zog Heise mit seiner Familie nach Berlin, kehrte im Zweiten Weltkrieg wegen der Evakuierung der Stadt nach Bublitz zurück und floh 1945 wieder nach Ost-Berlin. Heise war 1949 Volontär bei der Wochenzeitung Sonntag und flüchtete 1950 aus politischen Gründen nach West-Berlin. Hier widmete er sich erstmals ernsthaft dem Schreiben. Von 1955 bis zum Tod seiner Ehefrau im Jahr 1960 war Heise zum ersten Mal verheiratet. 1961 heiratete er die Schriftstellerin Annemarie Zornack. Zu diesem Zeitpunkt war Heise bereits nach Kiel gezogen, wo er als Lektor an der Universität tätig wurde und lebte. Seit dieser Zeit entfernte Heise sich in seinen Gedichten von traditionellen Formen und dem Reim. 
1990 wurde Heise „in Anerkennung und Würdigung seines in 40 Jahren geschaffenen lyrischen, essayistischen und literaturkritischen Werks“ mit der Ehrenprofessur des Landes Schleswig-Holstein ausgezeichnet. Heise war Ehrenmitglied der Gesellschaft für zeitgenössische Lyrik und seit 1972 Mitglied des PEN-Zentrums Deutschland. Er veröffentlichte etwa 45 Bücher, in erster Linie Gedichtbände.

## Werke (Auswahl)
- Vorboten einer neuen Steppe, 1961
- Wegloser Traum, 1964
- Worte aus der Zentrifuge, 1966
- Ein bewohnbares Haus, 1968
- Küstenwind, 1969
- Uhrenvergleich, 1971
- Underseas Possessions, 1972
- Das Profil unter der Maske (Essays), 1974
- Meine kleine Freundin Schizophrenia, 1981
- Bilder und Klänge aus al-Andalus. Höhepunkte spanischer Literatur und Kunst. (Essays), 1986
- Der Macho und der Kampfhahn. Unterwegs in Spanien und Lateinamerika. (Reisebericht), 1987
- Die zweite Entdeckung Amerikas. Annäherungen an die Literatur des lateinamerikanischen Subkontinents (Essays), 1987
- Ein Galgen für den Dichter. Stichworte zur Lyrik (Essays), 1990
- Katzen fallen auf die Beine (Kurzprosa), 1993
- Zwischenhoch, 1997
- Ein Fax von Basho, 2000
- Wenn das Blech als Trompete aufwacht. Schlüsselfiguren der Moderne (Essays), 2000
- Die Zeit kriegt Zifferblatt und Zeiger. Autobiografische Stationen und ein verschattetes Reiseziel, 2003
- Das Zyklopenauge der Vernunft, 2005
- Luftwurzeln, Sammelband mit Gedichten aus sechs Jahrzehnten, 2006.
- Letzter Aufruf für Mr. H. Gesammelte Gedichte und Prosagedichte 1948-2012. Verlag Ralf Liebe, Weilerswist 2012, ISBN 978-3-941037-89-2.
- Auf der Wanderdüne. Autobiographie. Verlag Ralf Liebe, Weilerswist 2012, ISBN 978-3-941037-87-8.

## Auszeichnungen
- 1973: Ehrengabe des Andreas-Gryphius-Preis
- 1974: Kulturpreis der Stadt Kiel
- 1976: Malta Cultural Award
- 1988: Preis „kultur aktuell“
- 1989: Ehrengast der Villa Massimo
- 1990: Ehrenprofessor des Landes Schleswig-Holstein
- 1993: Pommerscher Kulturpreis
- 1994: Andreas-Gryphius-Preis
- 2002: Kunstpreis des Landes Schleswig-Holstein